# David Belliard
Pour les articles homonymes, voir Belliard.
David Belliard, né le 29 mai 1978 à La Teste-de-Buch en Gironde, est un homme politique français.
Élu en 2014 conseiller de Paris, il est en 2020 tête de liste pour EÉLV aux élections municipales à Paris. Il se rallie lors de l'entre-deux-tours à la maire sortante Anne Hidalgo. Après la réélection de cette dernière, il devient adjoint chargé de la transformation de l’espace public, des transports, des mobilités, du code de la rue et de la voirie.

## Biographie

### Jeunesse et études
Il est issu d’une famille modeste, son père est maçon et sa mère aide-soignante. Il grandit dans le petit village d’Augicourt en Haute-Saône.
Après son bac, il suit des études de commerce à l'EDHEC. Il est titulaire d'une licence de lettres modernes à la Sorbonne Nouvelle et d'un DEA en sociologie à Paris 7.

### Parcours professionnel et politique
En 2002, proche de Pierre Bergé, David Belliard est nommé directeur financier du Sidaction, dont il sera directeur général adjoint en 2006.
En 2009, il devient directeur du développement et journaliste à la coopérative d'édition et du mensuel Alternatives économiques. Il est spécialiste des questions de politiques de santé publique et de protection sociale.
En 2012, il cosigne avec d'autres journalistes une tribune dans le journal Le Monde intitulée « Sortons du placard ! », incitant les personnalités publiques à faire leur coming out. En 2013, il participe au collectif fondateur de l'association des journalistes LGBTQI (AJL).
En 2009, il adhère au parti politique d’Europe Écologie Les Verts. Lors des élections municipales de 2014, il devient conseiller de Paris dans le 11e arrondissement,,, puis conseiller métropolitain lors de la création de la métropole du Grand Paris en décembre 2015.
En 2014, il relance le projet de centre des archives LGBTQI à Paris au Conseil de Paris,.
Il s'oppose aux grands projets urbains, tels que la Tour Triangle dans le 15e arrondissement de Paris ou le projet Bercy-Charenton, dans le 12e arrondissement de Paris. Il vote contre l'accueil des Jeux olympiques de Paris 2024, après avoir demandé, sans succès, un référendum francilien sur le sujet. 
En 2018, il demande la mise en place de créneaux horaires réservés aux femmes dans les piscines municipales.
Il défend la proposition d'une brigade de la sécurité et de la tranquillité publique, en opposition au projet de création d'une police municipale,.
En 2018, alors qu'il est président du groupe EÉLV au Conseil de Paris, il décide de se présenter à la primaire écologiste pour les élections municipales de la mairie de Paris,. Il est élu le 1er juin 2019 tête de liste EÉLV et devient candidat pour les élections municipales de 2020 à Paris,. Il intègre sur ses listes pour les municipales l'activiste lesbienne Alice Coffin. Il obtient 10,79 % des suffrages au premier tour puis se rallie avant le second tour à Anne Hidalgo. Une fois la maire réélue, il devient son adjoint chargé des transports et de la voirie. 
Succédant à Christophe Najdovski,, il défend une politique de réduction de la place de la voiture dans les zones urbaines denses comme Paris. Il planifie le projet d'extension des pistes cyclables à Paris afin de rendre la capitale « 100 % cyclable ». Il promeut la gratuité des transports pour les jeunes Parisiens jusqu'à 18 ans. Il annonce vouloir « supprimer la moitié des places de stationnement à Paris » en lançant un vaste programme de transformation des places de parking en surface et des « états généraux du stationnement ». Il initie le programme de création de 300 « rues aux écoles », destinées à supprimer ou réduire la circulation automobile aux abords des écoles parisiennes. Il conduit le projet de création d'une zone à trafic limité au centre de Paris et s'engage dans la transformation du Périphérique, visant à la réduction de la circulation. En septembre 2022, après un débat de plusieurs années, il rend payant le stationnement des motos et scooters thermiques à Paris. 
Ces actions lui valent d'être la cible de menaces de mort.   
En janvier 2024, il s'oppose à la vente du Parc des Princes au Paris Saint-Germain (PSG), détenu par un fonds souverain qatari. Il est accusé de racisme par Nasser al-Khelaïfi, le PDG du PSG,. Il s'oppose à plusieurs reprises à la maire de Paris Anne Hidalgo, dès 2020. D'abord dans l'affaire dite Girard, où des élues féministes écologistes exigent la démission de Christophe Girard, alors adjoint à la Culture à Paris. Il apporte son soutien aux élues qui accusent Christophe Girard de soutenir l'écrivain Gabriel Matzneff, mettant ainsi en évidence la tolérance du milieu politique vis-à-vis de la pédocriminalité. Il fustige en outre les propos d'Anne Hidalgo qualifiant les écologistes d'entretenir une ambiguïté avec la République, provoquant une grave crise dans la majorité municipale.   
Il est depuis le 14 septembre 2020 président de la Régie immobilière de la ville de Paris (RIVP), qui gère 61 000 logements sociaux.
Il soutient publiquement Yannick Jadot pour la primaire écologiste en vue de l'élection présidentielle de 2022. Il devient l'un de ses conseillers politiques pendant la campagne électorale.
En 2025, défendant le bilan de la majorité municipale sortante, il annonce vouloir à nouveau se présenter à la primaire écologiste pour les élections municipales de 2026 à la mairie de Paris. Il est désigné candidat écologiste le 23 mars.

## Littérature
David Belliard publie un roman où il revient sur la maladie et la mort de sa mère, survenues pendant la campagne des municipales en 2020 où il était tête de liste. Ce roman, intitulé Et soudain tout s'éteint (2022), revient sur ses origines sociales et la genèse de son engagement politique.

## Synthèse des résultats électoraux

### Élections municipales
Les résultats ci-dessous concernent uniquement les élections où elle est tête de liste.
| Année | Liste          | Liste | Commune   | 1er tour | 1er tour | 1er tour                             | 2d tour                                  | 2d tour                                  | 2d tour                                  |
| Année | Liste          | Liste | Commune   | Voix     | %        | Rang                                 | Voix                                     | %                                        | Rang                                     |
| ----- | -------------- | ----- | --------- | -------- | -------- | ------------------------------------ | ---------------------------------------- | ---------------------------------------- | ---------------------------------------- |
| 2020  |                | EELV  | Paris 11e | 5 340    | 13,40    | 3e                                   | Fusion avec la liste de François Vauglin | Fusion avec la liste de François Vauglin | Fusion avec la liste de François Vauglin |
| 2020  | Ville de Paris | EELV  | 59 649    | 10,79    | 4e       | Fusion avec la liste de Anne Hidalgo | Fusion avec la liste de Anne Hidalgo     | Fusion avec la liste de Anne Hidalgo     |                                          |

## Publications
- Béranger, Alix et Winckler, Martin, Nous ne sommes pas coupables d'être malades!, Les petits matins, 2010 (ISBN 978-2-915879-72-8 et 2-915879-72-9, OCLC 690169270)
- Notre santé est-elle à vendre? : et 25 autres questions que tout le monde se pose sur la santé, Textuel, 2012 (ISBN 978-2-84597-439-5 et 2-84597-439-6, OCLC 800527775)
- Paris, rêve de gosse : pour une ville véritablement écologique, Rue de l'échiquier (ISBN 978-2-37425-197-4 et 2-37425-197-7, OCLC 1153998307)
- David Belliard, Sortie de route, se libérer de la voiture individuelle, c'est possible !, Paris, Les Petits Matins, 2024, 96 p. (ISBN 978-2-36383-412-6)